# Schlacht bei Gravelines
Die Schlacht bei Gravelines (oder Grevelingen) war der letzte militärische Konflikt im Rahmen der Italienischen Kriege und wurde am 13. Juli 1558 bei Gravelines ausgetragen. Hierbei kämpften die verteidigenden Franzosen gegen ein Spanisch-Englisches Bündnis.
Die Franzosen, unter der Führung von Paul de la Barthe, seigneur de Thermes, waren den spanischen Truppen von Lamoral von Egmond, der Unterstützung von den Engländern erhielt, unterlegen. Egmonds Reiterei griff dreimal an, wurde jedoch zunächst dreimal zurückgeworfen. Dann entschieden die Landsknechte, in drei Haufen geteilt (Deutsche, Spanier, Wallonen), das Treffen. Sie standen unter dem Oberbefehl des Obristen Hilmar von Münchhausen und hatten nur geringe Verluste, weil die deutschen Landsknechte auf französischer Seite die Lanzen hoben, um nicht gegen ihre Landsleute kämpfen zu müssen. General de Thermes wurde von Münchhausens Söldnern gefasst, jedoch beanspruchte ihn Egmont, der Sieger von Gravelines, für sich; ein Oberstengericht sprach jedoch später die 6000 Taler Lösegeld Münchhausen zu.
Auslöser für diese Schlacht war die Auseinandersetzung Frankreichs unter Heinrich II. mit Philipp II. von Spanien um die Vorherrschaft in Europa. Dieser Konflikt wurde mit der Schlacht bei Gravelines beendet.